# 52 Pegasi
52 Pegasi är en gulvit stjärna i huvudserien i stjärnbilden Pegasus.
52 Pegasi har visuell magnitud +5,76 och synlig för blotta ögat vid god seeing. Den befinner sig på ett avstånd av ungefär 310 ljusår.